# HD20273
HD20273 — хімічно пекулярна зоря спектрального класу A0, що має видиму зоряну величину в смузі V приблизно  6,6.
Вона  розташована на відстані близько 645,9 світлових років від Сонця.